# Jungle (альбом Аструд Жилберту)
Jungle — студийный альбом бразильской певицы Аструд Жилберту, выпущенный в 2002 году на лейбле Magya Productions. Это был её последний альбом перед смертью в 2023 году.

## Об альбоме
| Оценки критиков | Оценки критиков |
| Источник        | Оценка          |
| --------------- | --------------- |
| AllMusic        | [ 1 ]           |

Пластинка была записана в Филадельфии летом 2001 года. Продюсером всего альбома и автором большинства песен на альбоме стала сама певица, за исключением «Como Fué», автором которой является Эрнесто Дуарте, а также финальной «The Look Of Love», которую написали Берт Бакарак и Хэл Дэвид.
Альбом был выпущен на независимом лейбле Magya Productions в 2002 году в США, особенностью альбома стало то, что он продавался только на официальном сайте певицы. В следующем году японская компания Columbia Music Entertainment инициировала выпуск альбома в Японии.

## Отзывы критиков
Алекс Хендерсон в своей рецензии для AllMusic отметил, что данным альбомов певица демонстрирует, что она всё ещё может быть очаровательной, выразительной вокалисткой, также он отметил разнообразие оригинальных композиций: от чувственных баллад («Dancing») до игривых («Pink House») и танцевальных («É Só Me Pedir»). Подводя итог он заявил, что новый материал является долгожданным дополнением к каталогу певицы.
Тодд С. Дженкинс из All About Jazz написал: «Очаровательный новый сет, который обязательно понравится её давним поклонникам. Если не считать катастрофического (но, к счастью, короткого) перехода в диско в середине 70-х, мисс Жилберту не сильно отклонилась от формулы, которая сделала её всемирно известной в эпоху босановы. Её голос, мгновенно узнаваемый по ряду классических кроссоверов Стэна Гетца, изменился очень мало и сохранил большую часть своей первоначальной теплоты и очарования. Она сочинила все представленные здесь треки, кроме двух, и, хотя вся музыка безошибочно отдаёт ретро, диск заразительно интересен для тех, кто любит старые времена сияния Гетца».

## Список композиций
Слова и музыка всех песен — Аструд Жилберту, за исключением отмеченных.
| №   | Название               | Автор(ы)                      | Длительность |
| --- | ---------------------- | ----------------------------- | ------------ |
| 1.  | «Jungle (Xangô)»       |                               | 4:08         |
| 2.  | «É Só Me Pedir»        |                               | 5:06         |
| 3.  | «Ocean Dreams»         |                               | 4:32         |
| 4.  | «In Spite of the Odds» |                               | 4:45         |
| 5.  | «Xaxado Do Safado»     |                               | 3:42         |
| 6.  | «Como Fué»             | Эрнесто Дуарте                | 3:41         |
| 7.  | «Red Umbrella»         |                               | 3:51         |
| 8.  | «Rebola, Bola»         | Аструд Жилберту, Марк Ламберт | 4:25         |
| 9.  | «Dancing»              |                               | 4:29         |
| 10. | «Pink House»           |                               | 3:11         |
| 11. | «Inner Song»           |                               | 3:48         |
| 12. | «The Look of Love»     | Берт Бакарак, Хэл Дэвид       | 5:14         |

## Участники записи
- Акустическая гитара, гитарный синтезатор, электрогитара — Марк Ламберт
- Бэк-вокал — Аструд Жилберту, Дэйв Торнтон, Марк Ламберт, Нэнси Фалькоу, Валтинью
- Бас-гитара — Грегори Джонс
- Вокал — Аструд Жилберту, Джон Марголис, Валтинью (1), Магрус (8), Марк Ламберт (9)
- Губная гармоника — Хендрик Меркенс
- Звукорежиссёр — Майкл Комсток
- Звукорежиссёр, запись, сведение — Богдан Херник
- Клавишные, синтезатор — Клифф Корман
- Мастеринг — Скотт Халл
- Перкуссия — Валтинью
- Продюсер — Аструд Жилберту, Марк Ламберт
- Саксофон-альт, саксофон-сопрано — Кэрол Чайкин
- Тромбон, свисток — Луис Бонилья
- Ударные — Магрус
- Фортепиано, аккордеон — Кимсон Плаут
- Эффекты — Аструд Жилберту, Богдан Херник, Марк Ламберт